# Nathan en Tabileth
Nathan en Tabileth is een hoorspel van Barry Bermange. Nathan and Tabileth werd op 10 juni 1962 door de BBC uitgezonden en in 1967 als toneelstuk opgevoerd tijdens het Edinburgh Festival. De KRO zond het uit in het programma Theater op 9 september 1975, van 22.15 uur tot 23.55 uur. De vertaling was van Henk Rigters en de regisseur was Barry Bermange zelf. Op 1 februari 1965 zond de NCRV een versie van Wim Paauw uit onder de titel Nathan en Elisabeth.

## Rolbezetting
- Sara Heyblom (Tabileth)
- Gijsbert Tersteeg (Nathan)
- Donald de Marcas (de jongeman)

## Inhoud
Twee oude mensen zitten naast elkaar op een bank in het park. Alles lijkt gewoon, maar het geheugen begint hen parten te spelen. Hun greep op het leven lijkt onbeduidend en onzeker. Het verleden is te moeilijk om herinnerd te worden, de toekomst ligt te ver af en alles wat ze kunnen doen is te leven  in het heden. Hun besef van de andere is herleid tot een intiem besef van elkaar. Wanneer een jongeman hen opzoekt en zegt dat hij hun kleinkind is, nemen ze hem op zijn woord.